# 林志堅 (足球員)
林志堅（Lam Zhi-gin Andreas，1991年6月4日—），生於德國漢堡貝格多夫，港德混血兒，德國職業足球運動員，司職右中場，父親為香港移民而母親是德國人，曾效力德甲球會漢堡及格雷特霍夫、以及港超球會傑志及富力R&F，現時效力漢堡足球高級聯賽球會迪辛多夫。

## 球員生涯

### 漢堡二隊
林志堅在德國漢堡東部的小鎮貝格多夫出生及長大，父親在他8歲時送他到家附近的地區球會羅布魯格（VfL Lohbrugge）和諾頓堡（SV Nettelnburg）青年隊訓練，林志堅在少年階段表現出眾，吸引到球探注意，14歲即被德國傳統豪門漢堡羅致，加盟德國甲組足球聯賽球隊漢堡青年軍，年紀小小已顯露出能在職業足球立足的天賦。2010年獲提升上由前阿根廷國腳卡多索帶領的漢堡二隊，上陣37場取得3個入球。由於林志堅姓氏Lam，與德國國家足球隊隊長拿姆相似，因此被漢堡球會官方網頁冠以「漢堡拿姆」外號。

### 漢堡
2011－12年球季，由於主教練奧寧因季初頭六戰不勝被革職，由二隊教練卡多索暫代職務，20歲的林志堅便跟隨這位教練升上一隊為漢堡一隊球員，在2011年9月23日作客對史特加的比賽首次在德甲亮相，正選上陣65分鐘，多次射門表現搶眼，協助球隊以2–1勝出，打開聯賽勝利之門。2011年10月3日，林志堅第二次在德甲上陣便貢獻出一個助攻，惟漢堡仍於主場以1–2敗給史浩克04。
2013年9月15日，漢堡作客德甲勁旅多蒙特，當比賽至26分鐘，林志堅左路接應傳球後往中路闖，一連過兩名對方球員的攔截後起右腳施射，皮球飛向球門右下角而入。這是林志堅第14場德甲比賽的第1個聯賽入波，可惜最終漢堡慘敗2–6。 之後林志堅的上陣機會愈來愈少，遂於2014年6月轉投德國乙組足球聯賽球隊格雷特霍夫，簽約三年，轉會費估計為20萬歐元。

### 格雷特霍夫
2014年，隨着漢堡主教練又一次被革職，林志堅的出場機會愈來愈少，輾轉決定離開漢堡尋找機會，到了一支乙組球會格雷特霍夫，卻在加盟首季上陣14場之後受傷，次年基於同教練魯芬碧克在自己所踢的位置上有嚴重分歧，大部分時間被投閒置散，其餘時間只安排跟隨預備組操練。球季結束，林志堅獲多間德甲、德乙球會招攬，但林志堅一直未有想過回港發展。
不過，他在2014年暑假回港後，想法卻出現變化，經過訪問傑志訓練中心，並同不少球迷會面後，發現香港人對他的熱情都超乎想像以外。「我在德國，即使踢漢堡正選的時候都只係一個普通人，但來到香港，傑志上下都視我為上賓。而且有大量香港球迷找我簽名合照，當中不少還拿着我效力漢堡同格雷特霍夫的波衫找我簽名，實在受寵若驚！」
當時林志堅已經有一個念頭：香港人比德國人，更加將他當做自己人！考慮到自己已經不是初出道的小將，現時係足球生涯黃金階段，不想再在格雷特霍夫磋跎歲月，又被香港球迷對他的熱情所吸引，於是主動聯絡傑志希望能夠在父親林金發成長之地重新出發，闖一番足球事業新天地。

### 傑志
2016年7月2日，林志堅決定踏足父親的出生地香港，尋求新挑戰，遠赴香港發展獲香港班霸傑志羅致，簽約兩年。
傑志對林志堅亦表現出最高度誠意，除了付出港超頂級薪酬外，亦答應給志堅踢他最擅長的位置。加盟後，林志堅選擇6號為球衣，並擔任中場位置。
傑志當時的中場線已有林柱機、林恩許和林嘉緯，與林志堅組成「林氏四傑」打造黃金中場；當日傑志中心的電話和球會Facebook都接到不少球迷查詢林志堅情況，成為球迷熱話。
2016年8月28日，傑志於首輪港超賽事主場迎戰冠忠南區，雖然林志堅被嚴密看管，但他在39分鐘交出助攻。惟戰至65分鐘，林志堅遭冠忠南區球員杜馬思無心之下手肘打中左眼，需由羅勳奴入替。最終傑志以3–1擊敗冠忠南區。2016年10月28日，林志堅於傑志以3–0擊敗香港飛馬的高級組銀牌8強首次踢足全場並貢獻3個助攻，
林志堅於2016年11月20日作客以2–0擊敗R&F富力的聯賽取得在香港的首個入球。
2017年1月15日，林志堅在高級組銀牌決賽正選上陣並於16分鐘用頭頂入一球，取得球員生涯首個頭鎚入球，最終協助傑志以2–1擊敗東方龍獅，相隔十年後首次贏得高級組銀牌冠軍，亦是林志堅職業生涯首個錦標。
在2017年5月6日的港超聯冠軍戰，林志堅協助賽前落後榜首東方龍獅一分的傑志以4–1勝出，重奪港超聯冠軍，兼奪得2018年亞冠盃分組賽資格。
在5月14日的足總盃決賽，林志堅於30分鐘替傑志先開紀錄，助球隊以2–1擊敗南華榮膺賽季「三冠王」。

### 迪辛多夫
2021年1月29日，林志堅加盟漢堡足球高級聯賽球會迪辛多夫。

## 國際賽生涯
作為一個在德國成長的孩子，林志堅當時理所當然地夢想着代表德國踢國際賽。效力漢堡時的確是林志堅事業最順利的時期，不但入選過德國U20，在漢堡也有不少上陣機會。2011年11月11日，林志堅入選德國U20代表隊的名單，但他未有為一隊上陣，可是之後隨着傷患等問題困擾，足球事業發展停滯不前。
2012年，林志堅的香港移民兒子身份引起了香港球圈關注，不但成為了球迷的網上熱門話題，連香港足球總會主席梁孔德亦立即指示職員向漢堡發出電子郵件查證林志堅的身份。不過林志堅透過其叔父林彼得表示他與香港並無任何關係，故此不會考慮代表香港隊，同時爭取入選德國國家隊。
不過隨著入選德國國家隊的希望愈來愈渺茫，林志堅於加盟傑志的記者會上，表示渴望將來代表港隊參與世界盃外圍賽。

## 個人生活
根據林志堅的叔叔彼得·林所描述，其父林金發於香港出生是上水馬草壟信義新村人，於1970年代，其父林金發到德國當廚師並開辦中式餐館，其後於1980年代與一名漢堡女子結婚同時加入了德國國籍，育有3女1子，在出道初期華文傳媒曾將其音翻譯為「林智健」，其後更正為「林志堅」其名字有意志堅定的意思。
林志堅受其熱愛足球的父親的影響，他年僅4、5歲時便開始喜歡上足球運動。以往每年都會回香港過暑假，喜愛在香港買玩具，7歲前，父親幾乎每年暑假都會帶他回上水馬草壟信義新村的祖家度假，他就在這條鄉村中滿山跑，也會跟家人到石湖墟的街場踢波，8歲時曾經到上水石湖墟足球場，越級挑戰與成年人一起比賽。
林志堅甚至曾經與家人過境鄰近信義新村的深圳逛街及到中國大陸旅行，於11歲後甚少返港，對香港的最深印象是「人多樓高」，他表示小時候曾入場觀看香港隊比賽，可惜香港隊卻落敗。
林志堅自小喜愛熱血日本動漫，無論日常練習、比賽用的護脛或其愛犬都與動漫脫不了關係，護脛上印有他第一部接觸的足球動畫《足球小旋風》主角大地翔，所以一直堅持拒換新款，另一套對林志堅影響深遠的動畫便是《龍珠》，其雪橇混松鼠犬亦是以主角Goku（孫悟空）命名。
林志堅初來香港時宿舍原本是鄰近賽馬會傑志中心的馬鞍山酒店式住宅，不過由於住宅不可以養狗，令傑志特意在烏溪沙找一個可以養狗的酒店式住宅給林志堅。
林志堅與熱刺的韓國球星孫興慜同屬漢堡青年軍隊友及房友，前者在2010年升上漢堡一隊，林志堅在同年開始為漢堡效力一年後始擢升至一隊。其後傑志在2017年5月公佈在香港大球場約戰熱刺，令兩人再次有機會見面。熱刺更在5月21日於官方Facebook發佈一條孫興慜觀看林志堅對他說一番話的短片。孫興慜看畢後亦作出回應，指期待在香港與林志堅聚舊。可惜林志堅因傷未能上陣，但已約定與孫興慜交換波衫。
林志堅與女朋友（Jose）於2014年在漢堡相戀。當2016年林志堅落實來港效力傑志後，女朋友毅然跟隨他一起離開德國與他相住，並透過網上延續漢堡大學的圖像設計課程。Jose不只會入場支持林志堅比賽，平時更會到傑志石門的訓練中心為他操練打氣。

## 榮譽
傑志
- 香港高級組銀牌冠軍（2016–17季度）
- 香港超級聯賽冠軍（2016–17季度）
- 香港足總盃冠軍（2016–17季度）

## 外部連結
- 香港足球總會網頁球會資料